# Campeonato Sergipano 2008
In 2008 werd het 85ste Campeonato Sergipano gespeeld voor voetbalclubs uit de Braziliaanse staat Sergipe. De competitie werd georganiseerd door de FSF en werd gespeeld van 13 januari tot 4 mei. Confiança werd kampioen. 

## Eerste toernooi
| Plaats | Club             | Wed. | W  | G | V | Saldo | Ptn. |
| ------ | ---------------- | ---- | -- | - | - | ----- | ---- |
| 1.     | Confiança        | 18   | 14 | 1 | 3 | 33:14 | 43   |
| 2.     | Sergipe          | 18   | 9  | 4 | 5 | 32:22 | 31   |
| 3.     | São Cristóvão    | 18   | 8  | 5 | 5 | 23:21 | 29   |
| 4.     | Itabaiana        | 18   | 8  | 4 | 6 | 28:21 | 28   |
| 5.     | Olímpico         | 18   | 8  | 4 | 6 | 30:25 | 28   |
| 6.     | América          | 18   | 8  | 4 | 6 | 22:20 | 28   |
| 7.     | São Domingos     | 18   | 6  | 5 | 7 | 25:27 | 23   |
| 8.     | Guarany          | 18   | 5  | 6 | 7 | 33:35 | 21   |
| 9.     | Olímpico Pirambu | 18   | 2  | 7 | 9 | 23:35 | 13   |

|  | Geplaatst voor tweede toernooi, krijgt daar twee bonuspunten |
|  | Geplaatst voor tweede toernooi, krijgt daar één bonuspunt    |
|  | Geplaatst voor tweede toernooi                               |
|  | Degradatie                                                   |

## Tweede toernooi
| Plaats | Club          | Wed. | W | G | V | Saldo | Ptn. |
| ------ | ------------- | ---- | - | - | - | ----- | ---- |
| 1.     | Confiança     | 6    | 4 | 0 | 2 | 12:8  | 14   |
| 2.     | Sergipe       | 6    | 3 | 2 | 1 | 14:10 | 12   |
| 3.     | São Cristóvão | 6    | 3 | 1 | 2 | 9:9   | 10   |
| 4.     | Itabaiana     | 6    | 0 | 1 | 5 | 6:14  | 1    |

|  | Kampioen |

### Kampioen
| Campeonato Sergipano de 2008   |
| Sergipe                        |
| ------------------------------ |
| CONFIANÇA Kampioen (17° titel) |